# Eutelsat 10A
Eutelsat 10A – satelita telekomunikacyjny wyniesiony na orbitę 3 kwietnia 2009, należący do konsorcjum Eutelsat. Pierwotnie nosił nazwę Eutelsat W2A i jest następcą satelity Eutelsat W1, wystrzelonego 6 września 2000. W roku 2005 wystąpiły poważne problemy z transmisją tego satelity i wiele programów zostało wtedy z niego wycofanych.
Obecną nazwę Eutelsat 10A otrzymał 1 marca 2012 w ramach ujednolicenia nazw satelitów przez Eutelsat.
Zbudowany został przez firmę Alcatel Alenia Space w oparciu o platformę Spacebus-4000C4. Posiada 37 transponderów pasma Ku, 10 transponderów pasma C oraz 12 pasma S. Dwa rozkładane panele ogniw słonecznych są w stanie dostarczyć do 11 kW energii elektrycznej. Żywotność satelity planowana jest na 15 lat.
Eutelsat 10A znajduje się na orbicie geostacjonarnej (nad równikiem), na pozycji 10,0 stopni długości geograficznej wschodniej.
Od 2006 do 2009 roku z tej samej pozycji orbitalnej nadawał satelita Eurobird 10, który poprzednio nazywał się Hot Bird 3 i znajdował się na pozycji 13°E.
Eutelsat 10A nadaje sygnał stacji telewizyjnych i radiowych, przekazy telewizyjne oraz dane (dostęp do Internetu) do odbiorców głównie w Europie.
Najmocniejszy sygnał z satelity odbierany jest w Europie Zachodniej i Środkowej, ale można go odbierać też w Afryce Północnej, na Bliskim Wschodzie oraz na Kaukazie, w Kazachstanie i europejskiej części Rosji.
Jedna z anten kierunkowych obejmuje swym zasięgiem Afrykę Południową, Madagaskar i inne wyspy Oceanu Indyjskiego. Z kolei transpondery pasma C obejmują zasięgiem całą Europę, Afrykę, Azję Południowo-Zachodnią oraz część Ameryki Południowej.